# Jommeke (stripreeks)
Jommeke (Frans: Gil et Jo) is een Belgische stripreeks voor de jeugd over de gelijknamige hoofdpersoon die werd bedacht en ook oorspronkelijk getekend en geschreven door Jef Nys. Later werd zijn werk voortgezet door onder meer Gerd Van Loock, Hugo de Sterk, Philippe Delzenne, Dieter Steenhaut en Nys' kleindochter Sarina Ahmad (tekenaars), Jan Ruysbergh en diezelfde Gerd Van Loock (schrijvers).

## Publicatiegeschiedenis
Jommeke verscheen voor het eerst op 30 oktober 1955 in het weekblad Kerkelijk Leven (nu bekend als Kerk en Leven of het Parochieblad). Vier jaar later verscheen het eerste lange verhaal in de krant: De Purpere Pillen. De vervolgverhalen verschenen eerst in de krant (Het Volk en andere), losse eenpaginagags verschenen tot de jaren zeventig in 't Kapoentje en Ohee. Deze werden later gebundeld en verschenen mee in de normale albumuitgaves (bijvoorbeeld in het album Dolle fratsen).
De Jommekesalbums werden door verschillende uitgeverijen uitgegeven. Albums 1 tot 175 verschenen bij Het Volk. Albums 176 tot 216 verschenen bij De Stripuitgeverij. Albums 217 tot 228 verschenen dan weer bij Dupuis. Vanaf album 229 tot 241 vond Jommeke onderdak bij uitgeverij Mezzanine en vanaf album 242 bij uitgeverij Ballon. Inmiddels zijn er meer dan 50 miljoen exemplaren verkocht. Sinds 1979 verschijnen de verhalen in kleur.
In 2017 werd bekendgemaakt dat de stripreeks opnieuw een spin-off zou krijgen met nevenpersonages in de hoofdrol. De Miekes (Annemieke en Rozemieke) kregen de hoofdrol in dit album Zonnedorp op z’n kop.
In 2019 werd aangekondigd dat uitgeverij Ballon Media ging fuseren met Standaard Uitgeverij op 1 januari 2020. Het fusiebedrijf heet Standaard Uitgeverij.  De uitgeverij kondigde een jaar later aan dat enkele imprints, waaronder Ballon Comics, vanaf 2021 zullen verdwijnen. Voortaan verschijnen hun strips, waaronder Jommeke, onder de naam van Standaard Uitgeverij.

## Inhoud
Jommeke richt zich op een jonger publiek. De teksten waren oorspronkelijk altijd duidelijk in het Vlaams opgesteld. Een van de kenmerken hiervan is het gebruik van de Vlaamse ge in plaats van het Nederlandse je, maar er zijn nog andere voorbeelden. Vlaams werd van 1959 tot 1989 gebruikt in de reeks (vanaf album 1 tot en met album 153) Daarna is men van de gij-vorm afgestapt.
De verhalen zijn gemiddeld onder te verdelen in drie groepen: Jommeke en zijn vrienden trekken naar een exotisch land (bestaand, zoals Peru of de Far West, of gefantaseerd, zoals Asnapije en Benistal), of een uitvinding van professor Gobelijn veroorzaakt problemen in Zonnedorp, de woonplaats van Jommeke en zijn vrienden. De derde rode draad zijn de slechteriken Anatool, de koningin van Onderland en Kwak en Boemel die telkens weer gedwarsboomd worden door Jommeke.
Dieren spelen, anders dan in de andere Belgische krantenstrips, een prominente rol. Alle hoofdfiguren hebben een eigen huisdier, met elk een persoonlijk specifieke sterkte. Zij komen dikwijls van pas als hulp en redmiddel in een groot aantal verhalen.

## Evolutie
In de eerste gagstrips was Jommeke een klein ventje van ongeveer vijf jaar, een directe concurrent van Bolleke van Marc Sleen.
Omdat de krantenstrip per definitie een vervolgverhaal was, moest Jommeke ouder worden (om de overgang van gags naar avonturen te kunnen maken) en de cast uitgebreid worden. Zo komt professor Gobelijn er bij vanaf Purperen pillen. Vanaf album 57 maakt hij de huidige Vliegende Bol.
De eerste verhalen zijn een aftasten van de grenzen en een zoektocht naar een vast stramien, en zijn in enkele gevallen gebaseerd op scenario's die Jef Nys voordien al voor andere reeksen had gebruikt (De jacht op een voetbal was origineel De jacht op de teddybeer). Nadien werd de reeks meer bandwerk, zij het van een constant niveau met af en toe een uitschieter.
Kinderen baas is de favoriet van Jef Nys zelf, terwijl Paradijseiland door vele fans als het beste album wordt beschouwd.

## Kenmerken
Jommeke mag beschouwd worden als een van de traditionele krantenstrips die zo kenmerkend zijn voor de Belgische striptraditie. Van origine een concurrent van Suske en Wiske en Nero, die in de concurrerende kranten verschenen, was Jommeke veeleer gericht op kinderen van ongeveer 7 à 12 jaar.
Jommeke werd vertaald in het Frans (Gil et Jo), het Engels (Jeremy and Frankie), het Duits (Peter und Alexander) en het Zweeds (Peter och Alexander). Sinds 2011 verschijnt Jommeke in Duitsland in een nieuwe vertaling onder behoud van de originele namen.

## Omslag
Ook de omslag onderging enkele veranderingen. Aan het begin stond de titel onderaan de pagina. Vanaf De plastieken walvis staat de titel bovenaan. Vanaf album nr. 92, Het aards paradijs, kwam er een compleet nieuw omslagontwerp: de titel staat in een oranje ovaal, met daarnaast niet langer het hoofd van Jommeke, maar zijn volledige buste en Flip op de linkerschouder. Album 104, De vlucht van Bella, luidt opnieuw een wijziging in, die niet meer werd aangepast. De titel stond in het zwart, gecentreerd en niet meer in een oranje ovaal. De omslagkleur werd wit. Het albumnummer staat nu rechtsboven in een lichtblauw kadertje. Wel verandert de manier waarop Jommeke is getekend nu en dan. Zo werd onlangs bijvoorbeeld zijn coupe op de omslag niet meer volledig geel getekend maar kreeg het schaduw.
In 2013 werden de albums onderworpen aan een restyling. Niet enkel de cover werd vernieuwd maar ook binnenin wijzigde er wat. Op de eerste pagina vindt men een korte beschrijving van de hoofdpersonages en op de laatste pagina vindt men de albumlijst. Iedere herdruk krijgt vanaf nu deze 'nieuwe look' mee.

## Situering
Jommeke en zijn vrienden wonen in het fictieve dorp 'Zonnedorp'. Hoewel dit niet eenduidig gesteld wordt, is het doorheen de reeks duidelijk dat Zonnedorp in de provincie Antwerpen ligt. Het dorp ligt niet zo ver van de haven van Antwerpen en van het heidegebied in de Kempen. Het ligt ook relatief ver van de Belgische kust. Gezien Jef Nys (1927-2009) uit Berchem afkomstig was, en reeds in 1948 voor het eerste verhaal van Jommeke al in Wilrijk woonde, is het ook logisch dat Zonnedorp in deze Antwerpse regio gesitueerd moet worden (zie ook de bijnamen: Slijkdorp voor Berchem en Geitendorp voor Wilrijk, zie ook de bijnaam zonneblussers voor de inwoners van de aangrenzende gemeente Edegem).
Doorheen de reeks bezoeken Jommeke en zijn vrienden tal van landen en steden. Daar zijn heel wat fictieve plaatsen bij, zoals Paradijseiland, Asnapije, Trapatropia, Bolivador, Benistal en Alphananpur. Er zijn ook landen die in werkelijkheid compleet onmogelijk zijn met fictieve inwoners, zoals Kabouterland, Pimpeltjesland of het Verkeerde Land. Toch zijn er ook heel wat reële steden en landen die bezocht worden. Een overzicht:
- België:
  - Antwerpen (47, 62, 250)
  - Ardennen (173, 196, 274, 290, 308, 314)
  - Beveren (174)
  - Blankenberge (Uitkerkse Polder (259))
  - Bredene (259)
  - Brugge (289
  - Zeebrugge (259)
  - Brussel (227, 299)
  - De Panne (259)
  - Dendermonde
  - Genk (251)
  - Kruibeke (174)
  - Knokke-Heist (Zwin Natuur Park (259))
  - Koksijde (166 322)
  - Hoge Blekker (259)
  - Oostduinkerke (259)
  - Kwaremont (289)
  - Lichtaart (88)
  - Lokeren (174)
  - Middelkerke (211, 253, 286, 316)
  - Mol (270)
  - Nieuwpoort (259)
  - Oostende (259, 286)
  - Oudenaarde (289)
  - Stekene (174)
  - Sint-Gillis-Waas (174)
  - Sint-Niklaas (174)
  - Temse (174, 300)
  - Tongeren (130)
  - Waasmunster (174)
  - Zwevegem (289)

- Afrika:
  -  Algerije (Algiers (33))
  -  Egypte (8, 11, 33, 103, 146, 157, 167, 184, 247, Caïro (128))
  -  Ethiopië (138)
  -  Kaapverdië (142)
  -  Libië (103)
  -  Madagaskar (48, 237)
  -  Mali (125)
  -  Marokko (135, 152, 256, Sahara (19))

- Antarctica (263)

- Azië:
  -  Cambodja (Angkor (123))
  -  China (140, 176, 182, 262, 271, Guangxi (278), Hongkong (68), Wolong Nationaal Natuurreservaat (202))
  -  Filipijnen (136)
  -  India (43, 76, 217, 265, 281, Mumbai (128))
  -  Indonesië (Westelijk Nieuw-Guinea (105), Java (85))
  -  Irak (Bagdad (19))
  -  Israël (Jeruzalem (97))
  -  Japan (59, 215, Tokio (128))
  -  Myanmar (38)
  -    Nepal (228)
  -  Rusland (Baikalmeer (256))
  -  Sri Lanka (Colombo (120))
  -  Thailand (38)

- Europa:
  -  Duitsland (1, 132, 284, Zwarte Woud (198, 246))
  -  Frankrijk (265, 279, Kasteel van Fontainebleau (61), Normandië (258, 269), Parijs (185, 213))
  -  Finland (260, 262, 307),
  -  Gibraltar (152)
  -  Griekenland (27, 153, Athene (179))
  -  Groenland (127, 317)
  -  Ierland (252)
  -  IJsland (84)
  -  Italië (71, 165, 192, Avezzano (193), Milaan (51), Pisa (28), Rome (130, 283), Venetië (232))
  -  Nederland (94, Middelburg (264))
  -  Noorwegen (248)
  -  Oostenrijk (117, 166, Kufstein (273))
  -  Portugal (175, Porto Santo (19))
  -  Roemenië (161, 310)
  -  Rusland (233, Oeral (221, 262))
  -  Spanje (18, 141, Tenerife (87))
  -  Tsjechië (Tábor (122))
  -  Turkije (Istanboel (27))
  -  Verenigd Koninkrijk (120, 132, 226, Ben Nevis (255), Londen (55, 89, 201, 261), Buckingham Palace (316), Pembroke (42, 287), Schotland (13, 25, 29, 107, 113, 121, 129, 151, 154, 160, 185, 206, 242, 260, 277, 284, 291, 311 304))
  -  Zweden (Stockholm (241))
  -  Zwitserland (5, 64, 295, 319)

- Noord- en Midden-Amerika: 
  -  Bahama's (156),  Canada (239), Cook's Harbour (263), Koningin Elizabetheilanden (216))
  -  Guatemala (70, 260)
  -  Jamaica (200)
  -  Mexico (33, 50, 204, 267)
  -  Verenigde Staten (27, 30, 41, 55, 63, 88, 94, 95, 106, 114, 116, 139, 144, 195, 199, 211, 222, 260, Alaska (240), Beverly Hills (164), Californië (186, 188), Florida (170), Grand Canyon (187), Hollywood (156, 176, 230, 242), Los Angeles (104), Malibu (186), Minneapolis (236), New York (103, 112, 125, 183, 201, 212), Nome (128), Santa Monica (188), Silicon Valley (270), Yellowstone National Park (262))

- Oceanië:
  -  Australië (194, 262, Perth (120), Uluṟu (272))
  -  Cookeilanden (158)
  -  Nieuw-Zeeland (Wellington (120), Polynesië (208))

- Zuid-Amerika:
  -  Argentinië (Vuurland (258))
  -  Bolivia (279)
  -  Brazilië (169, 203, 254, 288, Rio de Janeiro (126, 133))
  -  Chili (Kaap Hoorn (263), Paaseiland (264, 266))
  -  Ecuador (Galapagoseilanden (9, 250))
  -  Peru (58, 163, 266, 303, Machu Picchu (57, 291))
  -  Venezuela ((16), Amazonewoud (101, 112, 306))
  -  Uruguay uruguay (320)

- Noordpool (19, 172, 263)

## Fauna
Jommeke heeft ook veel dieren gezien tijdens zijn avonturen. Een overzicht:
- Afrikaanse olifant, 92, 253
- Aziatische hoornaar, 319
- Aziatische olifant, 123
- anemoonvis, 243
- aalscholver, 278
- alpaca, 313
- anaconda, 279
- amoerluipaard, 281
- adder, 114
- andescondor, 280
- antilope, 92
- arend, 281, 302, 303
- boyd forest dragon, 247
- bruine kiekendief, 280
- bruine beer, 92, 221, 307
- blauwe reiger, 280
- bergeend, 259
- bultkrokodil, 267
- bidsprinkhaan, 314
- brillangoer, 203
- bultrug, 244, 300
- brulaap, 253, 309
- brilslang, 91
- boa constrictor, 279, 306, 320
- bosuil, 280
- bijen, 258, 303, 315, 319
- bizon, 81, 222
- boerenpaard, 205, 229
- boerenzwaluw, 280
- brontosaurus, 139
- buizerd, 291
- chimpansee, 12, 25, 250, 317
- cobra, 128, 189,  247
- californische zeeleeuw, 313
- duizendpoot, 314
- dinosaurus, 252
- dromedaris, 91, 103, 294
- dolfijnen, 243
- draak, 245
- duifen, 156, 189, 234, 265, 269
- dwergpapegaai, 256
- eland, 110, 307
- egel, 47, 214, 246, 259, 284
- eekhoorn, 181, 196, 239, 266, 287, 290, 291, 307, 311
- eend, 234, 258, 269, 271, 274, 277, 297, 300, 309
- ekster, 219, 277, 280, 291
- eskimohond, 263
- everzwijn, 273
- ezel, 27, 48, 49, 50, 87, 92, 97, 147, 163, 187, 258, 291
- fazant, 280, 284
- faraomier, 167
- flamingo, 92, 281, 309
- geelvleugelara, 57, 147, 169, 253
- groefkopadder, 271
- gaviaal, 189
- grizzlybeer, 114, 239
- gorilla, 25, 31, 38, 78, 92, 265, 317
- gans, 234, 257, 259, 269, 280, 282, 319
- garnaal, 256, 322
- geit, 12, 65, 73,  74, 92, 205, 214, 222, 251, 282, 302, 319
- gieren, 41, 88, 222, 235
- giraf, 47, 81, 92, 281, 313
- glimwormen, 262
- gordeldier, 101, 217
- goudvis, 171, 269
- groene leguaan, 250
- grote fregatvogel, 264
- grote zaagbek, 280
- halsbandparkiet, 156
- havik, 280
- honden, 7, 20, 26, 32, 35, 44, 47, 79, 89, 109, 112, 125, 138, 143, 155, 172, 178, 200, 205, 209, 214, 221, 234, 246, 248, 250, 252, 257, 268, 272, 279, 288, 289, 304, 307, 316, 318, 322
- haas, 290, 311
- haan, 51, 234
- hamster, 291
- hyena, 16
- honingbij, 319
- Indische olifant, 217, 265
- ijsbeer, 127, 216, 263
- inktvis, 52, 188, 243
- Japanse makaak, 203
- jaguar, 16, 254
- kokmeeuw, 259
- kanarie, 220
- kobaltblauwe vogelspin, 279
- kaketoe, 69, 108
- kaaimannen, 101, 145, 170, 306
- kameel, 11, 19, 33, 91, 97, 103, 135, 146, 247, 250, 257
- kerkuil, 156, 230, 252, 280, 283, 311
- kangoeroes, 25, 81, 92, 125, 194, 250
- kalf, 159
- kat, 8, 12, 14, 15, 25, 26, 39, 40, 89, 109, 143, 155, 156, 157, 159, 168, 171, 172, 174, 176, 181, 183, 197, 201, 208, 209, 213, 219, 233, 248, 252, 258, 269, 277, 288, 311, 313, 314
- kevers, 6, 260
- kiekendief, 280
- kip, 15, 65, 131, 180, 181, 205, 225, 234, 238, 257, 258, 268, 277, 280, 282, 289, 301, 315, 317, 319
- koe, 15, 32, 33, 36, 38, 39, 65, 104, 107, 109, 111, 128, 141, 143, 159, 217, 222, 226, 228, 238, 265, 267, 269, 275, 277, 280, 281, 285, 286, 289, 313, 317
- konijn, 4, 180, 181, 213, 219, 246, 253, 266, 269, 288, 291, 299, 313, 315, 317, 319
- kraaien, 110, 198, 233, 252, 265, 273
- kreeft, 66, 158, 188
- knobbelzwijn, 321
- krokodillen, 16, 47, 69, 81, 92, 189
- kuiken, 225, 289, 309
- kwallen, 243, 256
- kabeljauw, 322
- kodiakbeer, 240
- lieveheersbeestje, 303
- lama, 57, 279, 303
- leeuw, 25, 47, 69, 92, 235, 281
- luiaard, 320
- luipaard, 47, 69, 235
- lachvogel, 280
- lavameeuw, 290
- maraboe, 124
- merel, 36, 143, 275
- mieren, 217, 280, 314
- miereneter, 309
- mol, 269
- mossel, 277
- mug, 23
- muis, 15, 26, 81, 112, 161, 180, 181, 212, 213, 248, 252, 275, 277, 283, 291, 297, 314
- mussen, 73, 280, 284
- nijlkrokodil, 247
- neusaap, 235, 271
- nijlpaarden, 81, 92, 247, 294
- oehoe, 287
- ooievaar, 8, 81, 92, 235, 253, 259, 265, 300
- pangolin, 217
- pissebedden, 314
- pony, 311
- python, 16, 157, 160, 189, 203, 279, 315
- papegaaiduiker, 311
- poema, 222, 258
- paard, 15, 20, 28, 33, 41, 64, 65, 88, 100, 106, 107, 109, 114, 117, 122, 144, 161, 173, 195, 196, 211, 238, 245, 257, 262, 310
- parkiet, 288
- pauw, 277
- pelikanen, 92, 230, 272, 281
- pimpelmees, 280
- pinguin, 263
- poolvos, 263
- postduif, 189, 205
- pteranodon, 139, 309
- paarse loopkever, 127
- regenboogboa, 203
- roodstaartpapegaai, 292
- resuaap, 313
- rups, 277
- rivierkreeften, 300
- ringslang, 80
- roodborst, 280
- raaf, 280
- ratelslang, 30, 187
- ree, 245
- regenwormen, 6, 143, 269, 277
- reigers, 271, 280
- rode panda, 296
- sneeuwpanter, 271
- snuitkever, 314
- steekmug, 101
- sledehond, 19
- sneeuwuil, 299
- sidderaal, 108, 250
- struisvogel, 44, 120, 272
- stinkdier, 290
- schaap, 18, 44, 107, 248, 269, 311, 319
- schildpadden, 9, 81, 92, 250, 257, 272
- schoothondje, 261
- schorpioen, 91, 184
- slakken, 6
- sneeuwgans, 280
- spotvogel, 280
- timbertwolf, 221
- tijger, 16, 25, 38, 281
- tureluur, 280
- vliegende hert, 314
- vale gier, 235
- valken, 262
- vechtarend, 280
- varken, 79, 92, 234, 229, 258, 282, 309, 317
- visdief, 259
- vliegende vissen, 275, 309
- vlo, 25, 170
- vos, 174, 187, 266
- wimpergekko, 258
- wandelende tak, 314
- waterslang, 80
- wasbeer, 239
- wesp, 119, 211, 259, 287
- walrus, 19, 263
- wilde hond, 252
- wilde kat, 222
- witkoparend, 267
- woestijnmuis, 249
- woestijnrat, 272
- zwarte wouw, 46
- zeeleguaan, 250
- zeearend, 284
- zeepaardje, 256
- zeekomma, 256
- zeeschildpad, 9, 52
- zeester, 52, 256
- zijdehoede, 299
- zwanen, 293, 299

## Spin-offs

### Langteen en Schommelbuik
Vanwege de populariteit van de kabouters uit album 14 Op heksenjacht kregen ze een eigen stripreeks in 1963 genaamd Met Langteen en Schommelbuik voorwaarts. Deze kinderstrip van 10 verhalen kende oorspronkelijk zijn begin in 1963 en liep tot 1967. Later werd er in 2002 nog een verhaaltje bijgetekend waarmee de reeks nu 11 albums telt. Een heruitgave kregen we vanaf september 2002 en momenteel (2015) zijn al de 10 albums herdrukt in kleur.

### De Miekes
In 2017 werd bekendgemaakt dat deze stripreeks een spin-off zou krijgen met nevenpersonages in de hoofdrol. De Miekes (Annemieke en Rozemieke) kregen de hoofdrol in het eerste album. Dat stripalbum Zonnedorp op z’n kop verscheen op 6 september 2017. Het album werd geschreven en getekend door Philippe Delzenne die ook meewerkt aan Jommeke. Er verschenen echter geen andere albums in de bedoelde spin-off reeks.

### Jomme
In 2018 verscheen een hommage  gebaseerd op het eerste album genaamd Jacht op een voetbal. Griffo tekende dit album op vraag van uitgeverij Ballon Media. Er volgden daarna nog hommages getekend door andere tekenaars.
- Jacht op een voetbal (2018) door Griffo
- Paradijseiland (2019) door Steven Dupré[14]
- De haaienrots (2020) door Conz[15]

### Film
Er werd in 1968, door Jef Nys zelf, een verfilming gemaakt van het gelijknamige stripalbum De schat van de zeerover.
Op 28 november 2008 stonden de personages van Jommeke als model voor de acteursploeg van Neveneffecten. Met als titel Schatten uit de diepte die uitgezonden werd op Canvas.

### Jommekesland
Naar aanleiding van de strip Jommeke in Bobbejaanland werd er tussen 1978 en 1982 in Bobbejaanland een Jommekesland gebouwd.

## Opvolging
In 1972 kwam er hulp voor tekenaar Jef Nys bij het bedenken en tekenen van de Jommekesalbums. Onderstaande tekenaars en schrijvers kregen al eens de verantwoordelijkheid voor een Jommeke-strip.
- Karel Boumans (1972-1973)
- Philippe Delzenne (1979)
- Hugo De Sterk (1972-2002)
- Eric De Rop (1976-1982)
- Edgar Gastmans (begin jaren 70)
- Wim Haazen
- Leo Loedts
- Luc Morjaeu (2000)
- Jan Ruysbergh
- Patrick Van Lierde (jaren 90)
- Gerd Van Loock
- Patrick Vermeir (jaren 80)
- Leopold Vermeiren (jaren 70)
- Edwin Wouters
- Sarina Ahmad (2015)
- Dieter Steenhaut (2023)
- Willy Linthout (2023)
- Ann Smet (2023)

Jef Nys stelde bij zijn testament een aantal voorwaarden aan voortzetting van de reeks. Er werd vastgelegd dat Jommeke, onder de strikte regels van geen geweld, geen wapens, geen seks, geen drugs en dergelijke dingen, blijvend getekend mag worden.

## Status
Jommeke is samen met Suske en Wiske, De Kiekeboes en Nero al jaren de populairste strip van eigen bodem in Vlaanderen. Ondanks verschillende pogingen om de strip in het buitenland te doen aanslaan is ze buiten Vlaanderen nooit iets geworden. Maar er verschijnen tegenwoordig toch enkele albums in Duitsland die redelijk goed verkopen. Ook maakte balloon books in 2018 bekend dat Jommeke ook in China zal verschijnen.
In heel wat andere stripreeksen maakte Jommeke een gastoptreden. In de Urbanusstrips van Urbanus en Willy Linthout wordt er al eens de draak gestoken met de figuur van Jommeke en vooral de moraliserende reputatie ervan. Onder meer in het album Dertig varkensstreken waar Urbanus, Amedee en Nabuko Donosor schuttingtaal gebruiken om ervoor te zorgen dat een hele pagina met Jommekes goede daden niet ten ondergaat aan de braafheid. In Dertig floppen besluit Urbanus zich als Jommeke te vermommen en vertrekt in het laatste prentje naar Annemieke en Rozemieke.
Ook in andere reeksen had Jommeke een cameo, in Het geheim van de kousenband mag Jommeke het verhaal afsluiten zoals Wiske dat doet. In het Kiekeboealbum Bij Fanny op schoot tracht Fanny Kiekeboe, tijdens het hele album tevergeefs Jommeke te bereiken voordat het verhaal afgelopen is. In album Paniek in Stripland is er ook een verwijzing naar Jommeke.
In 1973 tot 1974 werd er ook een piraatversie van Jommeke uitgegeven: Willeke.
Achttien Jommekesalbums werden in de periode 1987-2005 hertekend. Het inkten was soms kwalitatief ontoereikend en in sommige verhalen kwamen voorwerpen voor die kinderen van vandaag niet meer (her)kennen, zoals: tv-antennes, wijwatervaatjes en bandopnemers. Ze werden in de vernieuwde versies weggelaten of geactualiseerd.

## In het straatbeeld

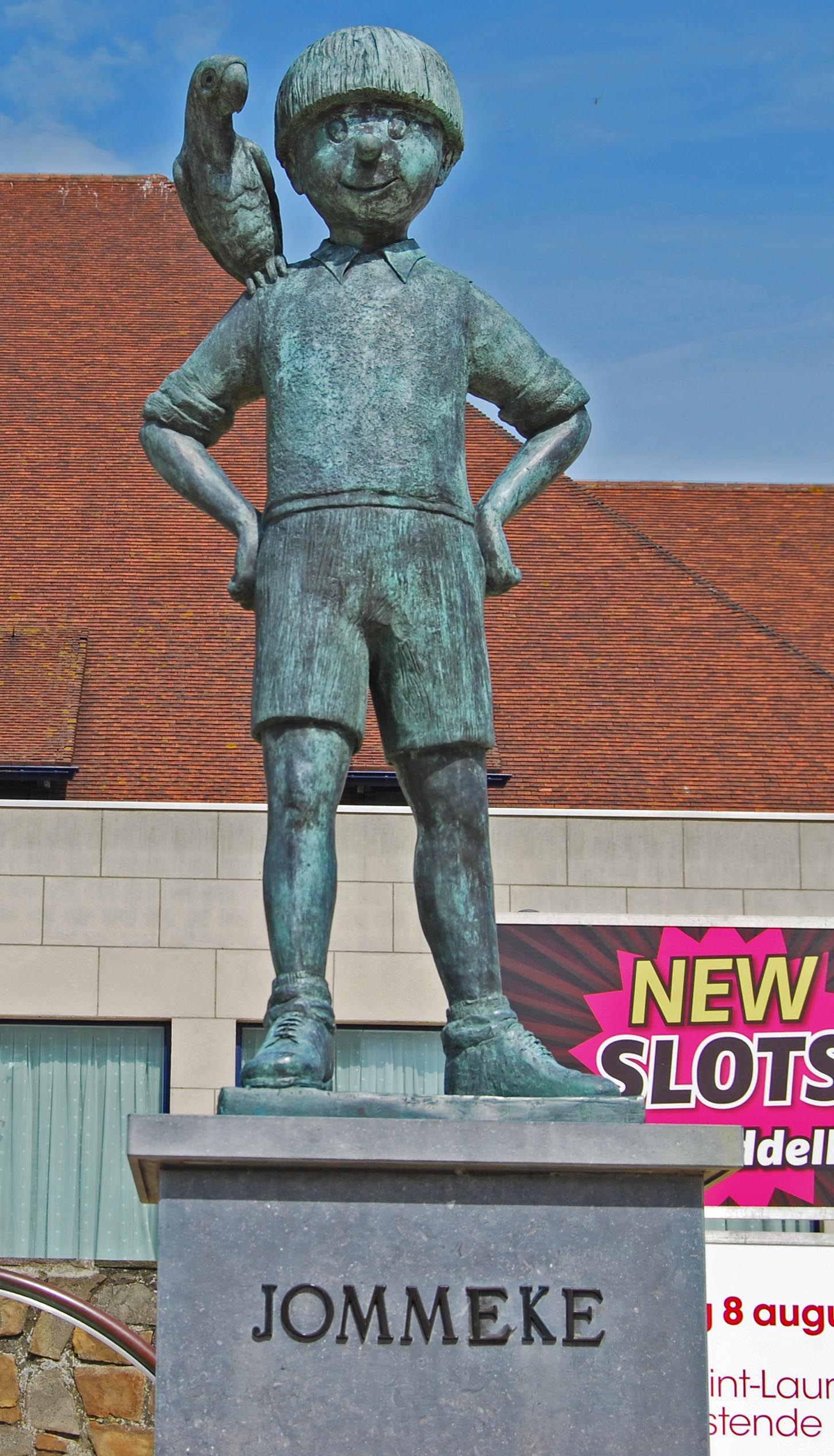
Standbeeld van Jommeke met Flip in Middelkerke

In 1997 werd in Middelkerke van Jommeke, samen met Flip, op het Épernayplein een standbeeld gemaakt. Het is tevens het oudste stripfigurenstandbeeld in Middelkerke. Door vandalen werd het wel beschadigd. Dit standbeeld werd drie jaar later ook voor het eerst getekend in het album De geest van Anakwaboe (2000).
Ook aan de gemeentelijke bibliotheek van Temse werd een standbeeld van Jommeke gemaakt, en dat in 1998.
Op 1 juli 2011 opende in Koksijde in het IJslandvaardershuisje Nys-Vermoote een klein museum waarin Jommeke de bezoeker gidst doorheen de geschiedenis van Koksijde als badplaats. In dit huisje, waarin zijn grootvader en oom woonden, kwam de geestelijke vader van Jommeke, Jef Nys, vaak logeren.
In 2011 kreeg Jommeke een stripmuur op het Frans Halsplein in Antwerpen. In 2015 werd in de Lokvogelstraat in Laken een muurschildering aan Jommeke gewijd. In 2017 kwam er een stripmuur in Wilrijk.
In 2017 werd de straalvogel uit het gelijknamige album nagebouwd als kunstwerk en speeltuig voor het Middelkerkse Normandpark.
In 2017 werd in Antwerpen het indoorpretpark Comics Station geopend. Het werd gethematiseerd naar 6 verschillende Belgische stripreeksen waaronder Jommeke. Het had daar tot de overname van het park in 2019 door Plopsa ook een eigen themazone.

## Verwijzingen in andere strips
- In het Urbanus-album Het lustige kapoentje zitten Jommeke en zijn vriendjes in een verbeteringsgesticht.
- In Het geheim van de kousenband wordt het einde aangeduid door een knipoog van Jommeke.
- In de strip van Samson en Gert De piratenschat is er op het einde een jongetje dat lijkt op Jommeke.
- In de strip De Joodse brigade deel 2 van Marvano zitten Jommeke, Filiberke en Pekkie aan de kant van de weg naar voorbijrijdende soldaten te kijken.
- In het Suske en Wiske-album De stralende staf is Jommeke te zien in een weeshuis.